# Marilyn Diptych
Marilyn Diptych ist ein Siebdruck von Andy Warhol aus dem Jahr 1962 und stellt die zu dieser Zeit schon verstorbene Marilyn Monroe dar. Das Ausgangsbild war ein Pressefoto Marilyn Monroes von Frank Powolny für den Film Niagara von 1953. Das Werk befindet sich in der Sammlung der Tate Gallery of Modern Art in London.

## Beschreibung
Das Diptychon besteht aus zwei zusammenmontierten Tafeln: Während die linke Hälfte 25 mal in Serie das Marilyn-Porträt in kräftigen Farben zeigt, zeigt die rechte Hälfte das Porträt 25 mal in schwarz-weiß. In den jeweiligen Ecken rechts oben ist der Druck jeweils am schwächsten. Auf der linken farbigen Hälfte wird die mittlere Reihe durch besonders intensiven schwarzen Siebdruck hervorgehoben. Bei der schwarz-weißen Hälfte, die an schlechten Zeitungsdruck erinnert, fällt besonders die zweite Reihe von links auf, da Warhol hier Monroes Bild mit schwarzer Farbe fast bis zur Unkenntlichkeit verwischt hat.

## Hintergrund
Andy Warhol hatte nur wenige Tage nach Monroes Tod das Pressefoto der Schauspielerin aus den 1950er-Jahren erworben. Er schnitt kurzerhand die untere Partie des Brustbildes weg und ließ von dieser Vorlage, die er nicht weiter veränderte, eine Siebdruckvorlage herstellen. Der amerikanische Kunsthistoriker Thomas E. Crow veröffentlichte 1987 ein ähnliches Foto der Monroe in der Zeitschrift Art in America. Da es etwa zum gleichen Zeitpunkt aufgenommen worden sein musste wie das Bild, das Warhol im Laufe seiner Karriere für unzählige weitere Marilyns, wie 1964 Shot Marilyn, verwendet hatte, kam Crow zu der falschen Annahme, Warhol habe das Foto manipuliert. Tatsächlich handelt es sich aber nur um eine andere unverfälschte Aufnahme der Schauspielerin.
Der Warhol-Biograf David Bourdon konstatierte, das Werk sei nicht ursprünglich als ein Bild geplant gewesen: Warhol habe anfangs wohl nicht genau gewusst, was er mit den beiden Versionen anfangen solle, und er sei sich nicht schlüssig gewesen, ob eine Art „Beziehung“ zwischen den Bildhälften bestünde. Den Besuchern seines Ateliers gefiel jedoch die Spannung zwischen dem grellbunten Teil und dem monochromen Teil so gut, dass er die beiden Tafeln schließlich zusammenmontierte.
Es sollte auch gezeigt werden, dass die Abbildungen nicht immer perfekt sind und es sich erst in längerem Prozess bilden kann, zur Perfektion. Alle diese Bilder besitzen einen Fehler wie schwarze Konturen, Überbelichtung oder ähnliches.